# Консулова Муза Борисівна

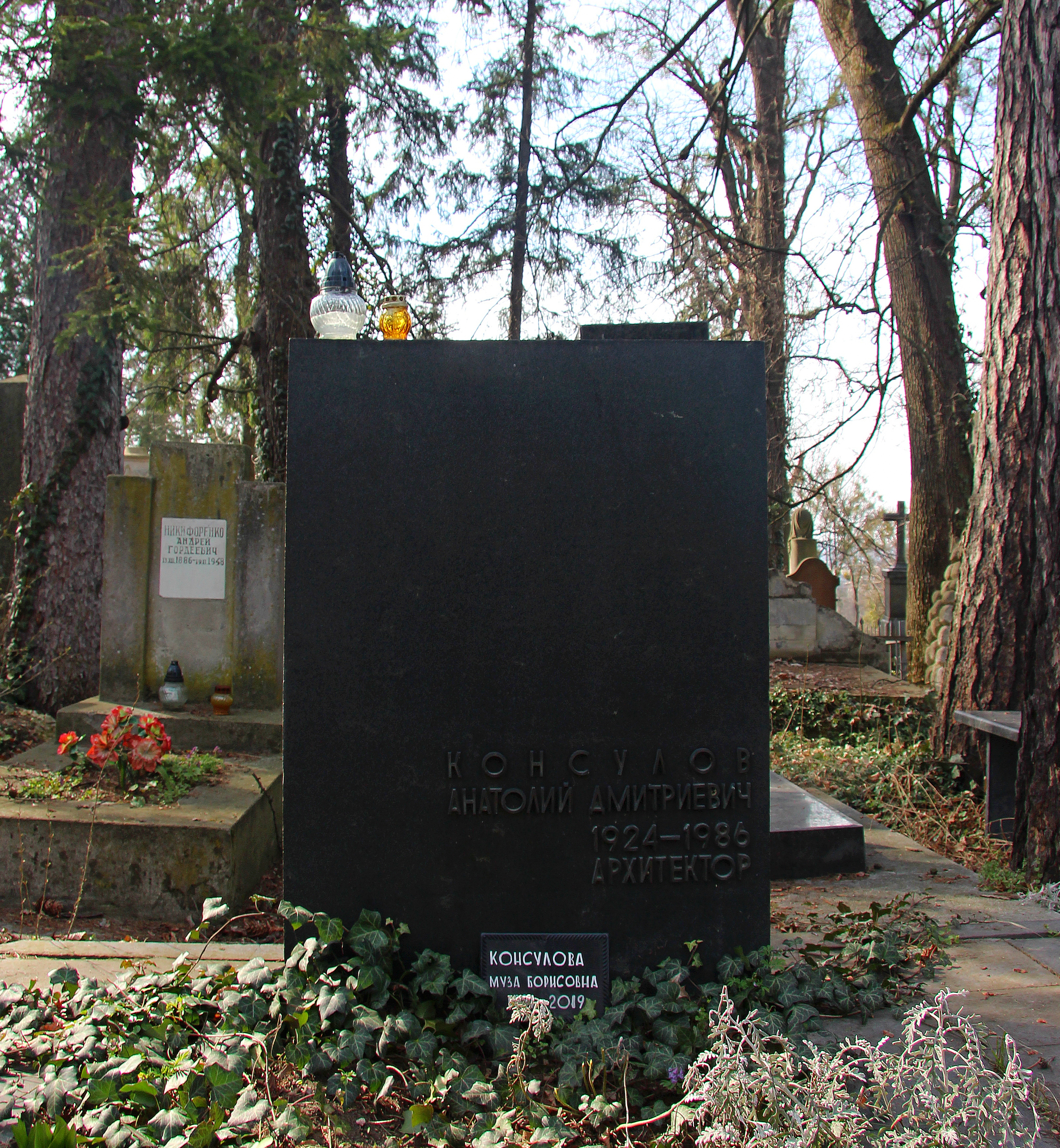

Ко́нсулова Му́за Бори́сівна (нар. 20 липня 1922, Романівка — пом. 18 березня 2019) — архітектор. Дружина Анатолія Консулова. В юності фахово навчалась музики. Закінчила з відзнакою Московський архітектурний інститут (1941—1946). Викладачі з фаху М. О. Барщ, Г. Д. Зумблат, Б. Г. Бархін, Ю. С. Яралов та інші. Працює у Львові від 1947 року. Архітектор в інституті «Львівпроект». Член Спілки архітекторів від 1952. Протягом 1951—1957 років навчається в аспірантурі Науково-дослідного інституту архітектурних споруд Академії будівництва в Києві. 1963 року захистила кандидатську дисертацію на тему «Малоповерхові житлові будинки з квартирами у двох рівнях». 1964 року за конкурсом обрана, а у 1966 році затверджена у званні доцента кафедри архітектури Львівського політехнічного інституту. За проект енергетичного корпусу Львівського політехнічного інституту відзначена премією Ради Міністрів УРСР (1978). Спільно зі студентами розробила проекти реставрації замків Львівщини. Автор низки наукових статей.
Похована на 7  полі Личаківського цвинтаря.
Роботи
- Участь у проектуванні забудови нової міської площі за Львівським оперним театром (1952—1953 співавтори В. Гольдштейн, С. Соколов, Г. Швецький-Вінецький, не реалізовано).
- Загальнотехнічний корпус Львівського політехнічного інституту на нинішній вулиці Митрополита Андрея, 5 (співавтори В. Голдовський, Г. Рахуба)[2].
- Корпус енергетичного факультету Львівського політехнічного інституту на нинішній вулиці Бандери, 28 (1966—1972, співавтори В. Голдовський, Г. Рахуба)[2].
- Кав'ярня у Стрийському парку (1953—1956).
- Ресторан в Парку культури і відпочинку ім. Б. Хмельницького.
- 7-поверховий житловий будинок на проспекті Чорновола, 3 у Львові (1955—1957, співавтор В. Гольдштейн).